# Kościół Chrystusa Króla w Iłowej
Kościół pw. Chrystusa Króla w Iłowej – rzymskokatolicki kościół filialny należący do parafii Najświętszego Serca Pana Jezusa w Iłowej.

## Historia
Jest to dawna świątynia protestancka, wzniesiona na początku XVIII wieku. Po II wojnie światowej opuszczona świątynia została przejęta przez parafię rzymskokatolicką i obecnie pełni rolę kościoła filialnego

## Architektura
Zbudowana w stylu barokowym, częściowo przebudowana w stylu klasycystycznym i secesyjnym. Na ścianach zewnętrznych są umieszczone tablice epitafijne pochodzące głównie z XVIII wieku. Obszerne jednonawowe wnętrze z prezbiterium jest nakryte sklepieniami kolebkowymi i krzyżowymi. 

## Wyposażenie
Do wyposażenia kościoła należą m.in. ołtarz główny z obrazem Chrystusa namalowanym przez artystę Bosera z XVIII wieku, chrzcielnica, empory, organy o 28 głosach wykonane w 1937 przez firmę „E. Kemper & Sohn” z Lubeki.